# Promonotus ponticus
Promonotus ponticus är en plattmaskart som beskrevs av Ax 1959. Promonotus ponticus ingår i släktet Promonotus och familjen Monocelididae. Inga underarter finns listade i Catalogue of Life.